# Pelonomus picipes
Pelonomus picipes is een keversoort uit de familie ruighaarkevers (Dryopidae). De wetenschappelijke naam van de soort werd in 1791 gepubliceerd door Guillaume-Antoine Olivier.